# Trox klapperichi
Trox klapperichi är en skalbaggsart som beskrevs av Riccardo Pittino 1983. Trox klapperichi ingår i släktet Trox och familjen knotbaggar. Inga underarter finns listade i Catalogue of Life.